# Osterholzer Friedhof

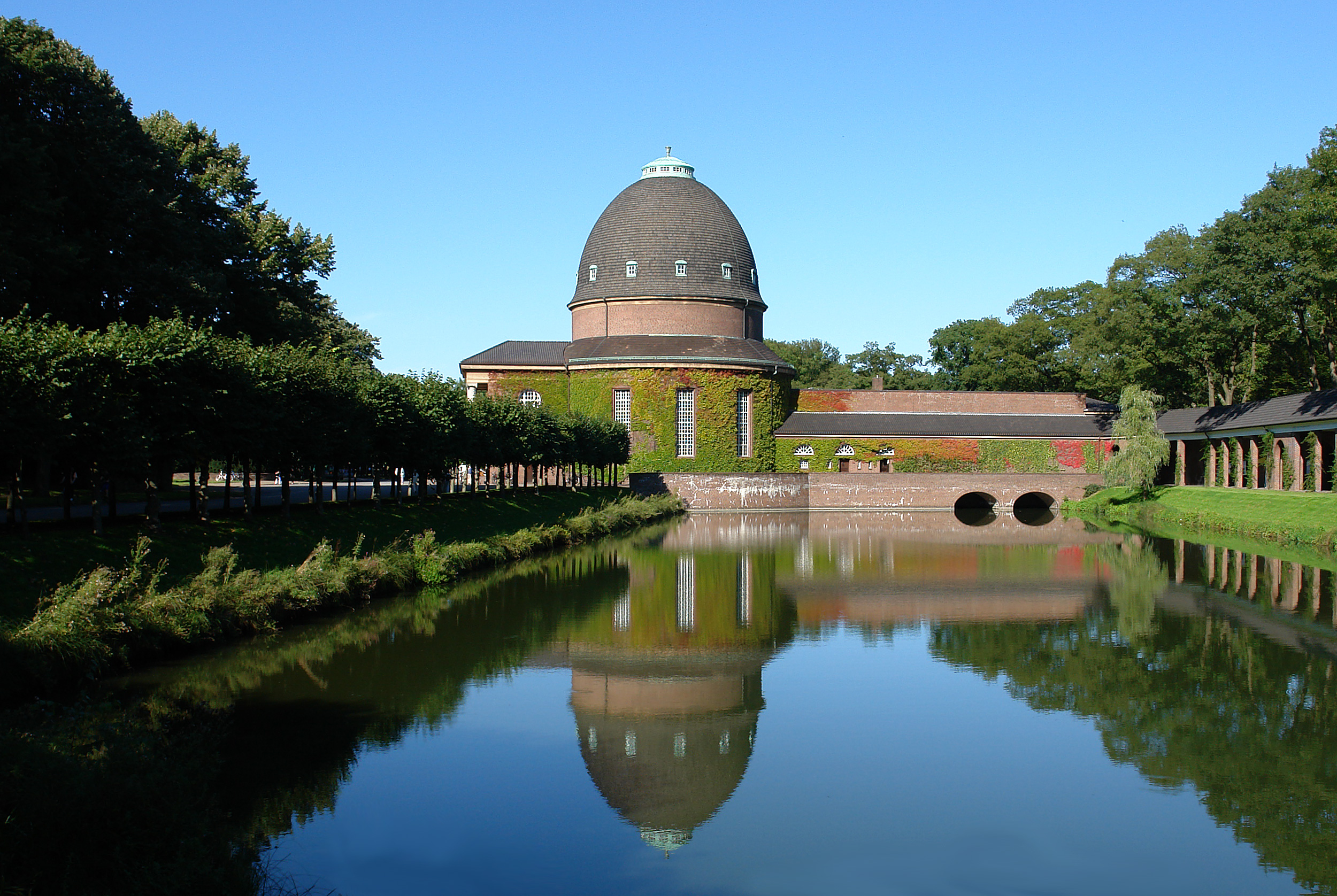
Hauptkapelle mit Lindenallee und südlichem Wandelgang

Der Osterholzer Friedhof im Bremer Stadtteil Osterholz ist derzeit Ruhestätte für mehr als 100.000 Verstorbene auf 47 Gräberfeldern in rund 26.000 Gräbern (2024). Er ist mit 79,5 ha Bremens größter Friedhof und einer der größten in Norddeutschland und eines von bisher neun in die Denkmalliste eingetragenen bremischen Gartendenkmalen.

## Erreichbarkeit / Lageplan

Lageplan Osterholzer Friedhof, Norden ist links

Der Osterholzer Friedhof liegt an der Grenze der Bremer Ortsteile Osterholz und Sebaldsbrück. Er wird daher auch fälschlich als Friedhof Sebaldsbrück bezeichnet. Er liegt östlich des Mercedes-Benz-Werks.
Der Friedhof ist für den Individualverkehr und mit öffentlichen Verkehrsmitteln gut erreichbar. Von der Endhaltestelle Sebaldsbrück der BSAG verkehren mehrere Buslinien über die Haltestelle Osterholzer Friedhof. Daneben halten dort auch zwei Regionalbuslinien, die Bremen mit dem Landkreis Verden verbinden. Eine weitere Bushaltestelle befindet sich in der Nähe des Nordeingangs des Friedhofs.

PKW-Stellplätze befinden sich an allen vier Eingängen Süd (Haupteingang), Ost, Nord und West.

## Geschichte
Als zu Beginn des 20. Jahrhunderts die Friedhöfe Riensberg und Walle nicht mehr ausreichend freie Flächen zur Verfügung hatten, entschloss sich der Senat einen neuen kommunalen Zentralfriedhof für den östlichen Teil Bremens anzulegen. In einer flachen Heidegegend zwischen dem Ellener- und dem Holterfeld wurde 1907 der Kämena -Hof, ein 67 ha großer Gutshof mit altem Eichenbestand, erworben. Dieses Gelände mit den bereits vorhandenen Anlagen sollte nach damaligen Berechnungen einhundert Jahre als Friedhofsfläche für Bremen ausreichen.

### Wettbewerb
Ende 1909 wurde unter den Gartenarchitekten und Architekten Deutschlands ein Architektenwettbewerb zur Gestaltung des neuen Friedhofs ausgelobt. Erwartet wurde eine gestalterische Lösung unter größtmöglicher Erhaltung des vorhandenen wertvollen Baumbestands.
Die Gräberfelder sollten für ein- und doppelschichtige Erd- sowie Urnenbestattungen vorgesehen werden und durch Hecken und Wassergräben begrenzt werden. Daneben waren Pläne einzureichen für eine Kapelle, ein Krematorium, Aufseherwohnungen und Toilettenanlagen. Die Architektur sollte mit der gärtnerischen Friedhofsanlage eine Einheit bilden: Man erwartete ein Werk „aus einem Guss“. Dieser Ansatz, ein ganzheitliches Werk aus Architektur und Gartenkunst zu fordern, war neuartig.
Im Februar 1910 gingen Entwürfe von 96 Teilnehmern aus ganz Deutschland ein. Für ihren gemeinsamen Entwurf mit dem Kennwort „Die langen Stücke“ erkannte das Preisgericht den Hamburger Architekten Hermann Grage und Kurt Winkelhausen den ersten Preis zu, sie kamen aber bei der Ausführung nicht zum Zuge. Der zweite Preis ging an den gemeinsamen Wettbewerbsentwurf des Gartenarchitekten und späteren ersten Leiters des Gartenbauamtes Bremen Paul Freye und des Architekten Franz Seeck (beide in Berlin ansässig), die im Anschluss mit der Ausführung ihres Entwurfs beauftragt wurden.
Weitere Wettbewerbsentwürfe stammten von namhaften Architekten wie z. B. Friedrich Ostendorf (3. Preis) oder Hugo Wagner (Ankauf).

### Entwurf

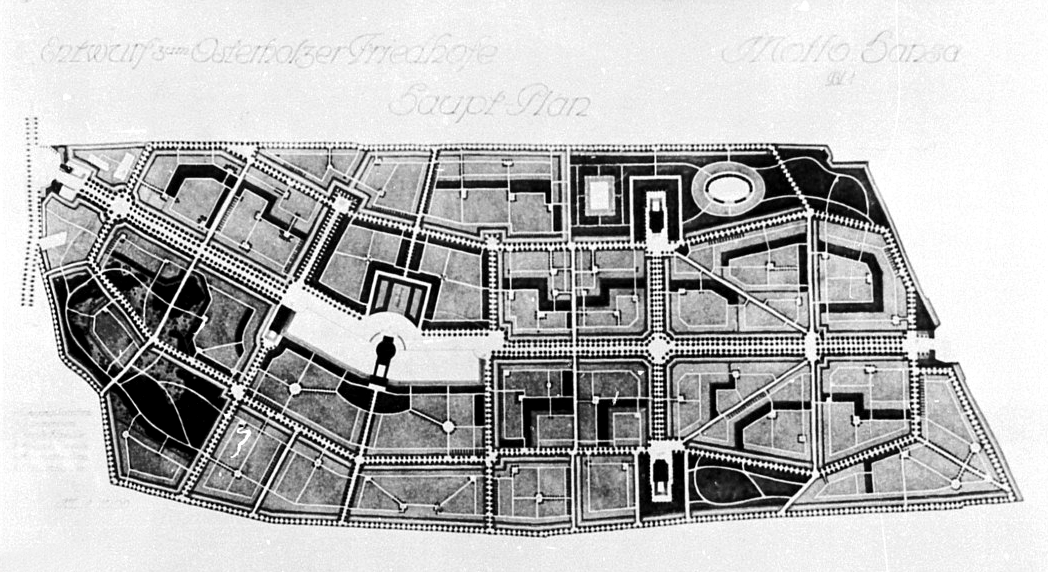
Entwurf Freye/Seek (1906)

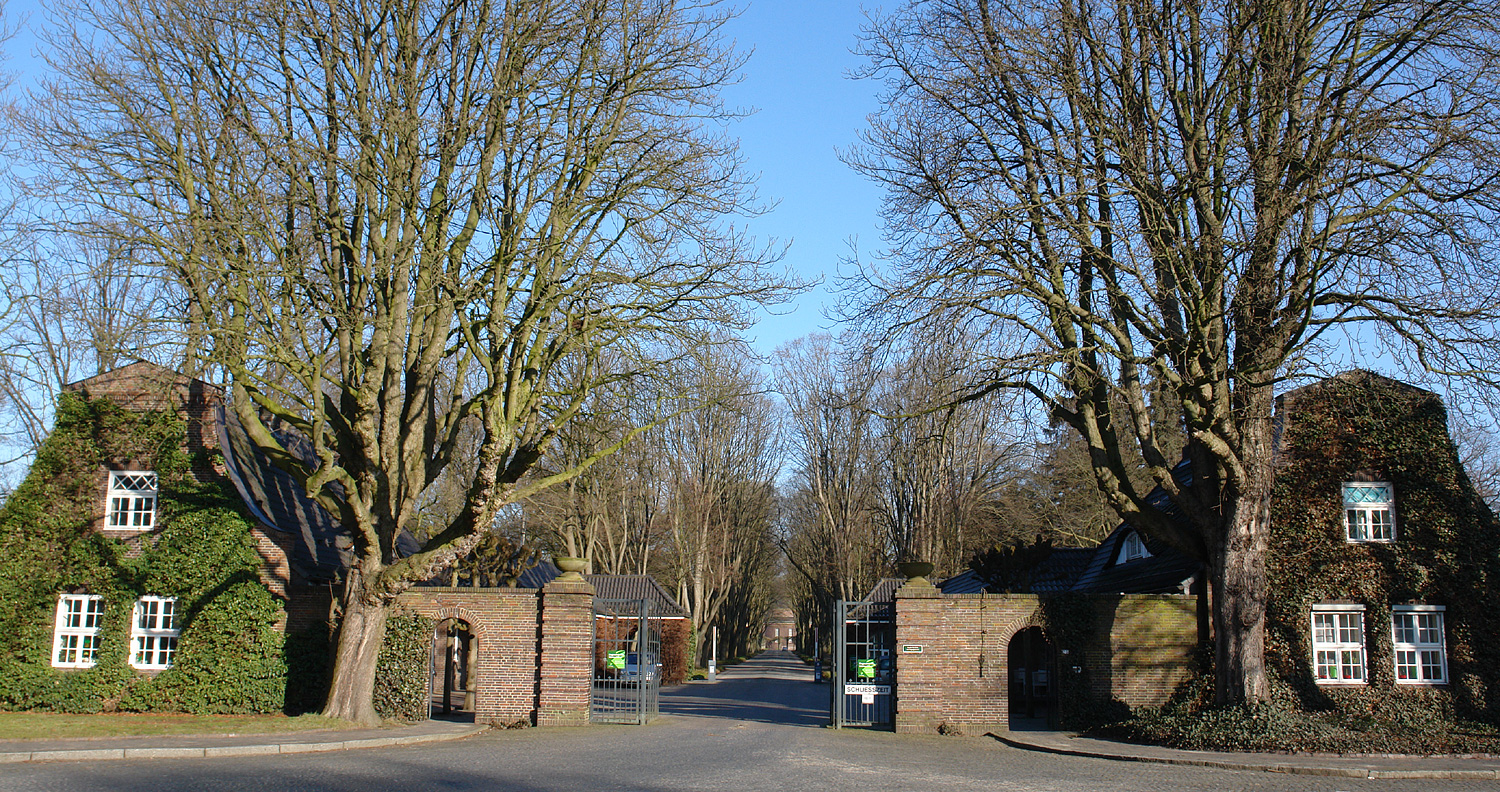
Haupteingang an der Osterholzer Heerstraße

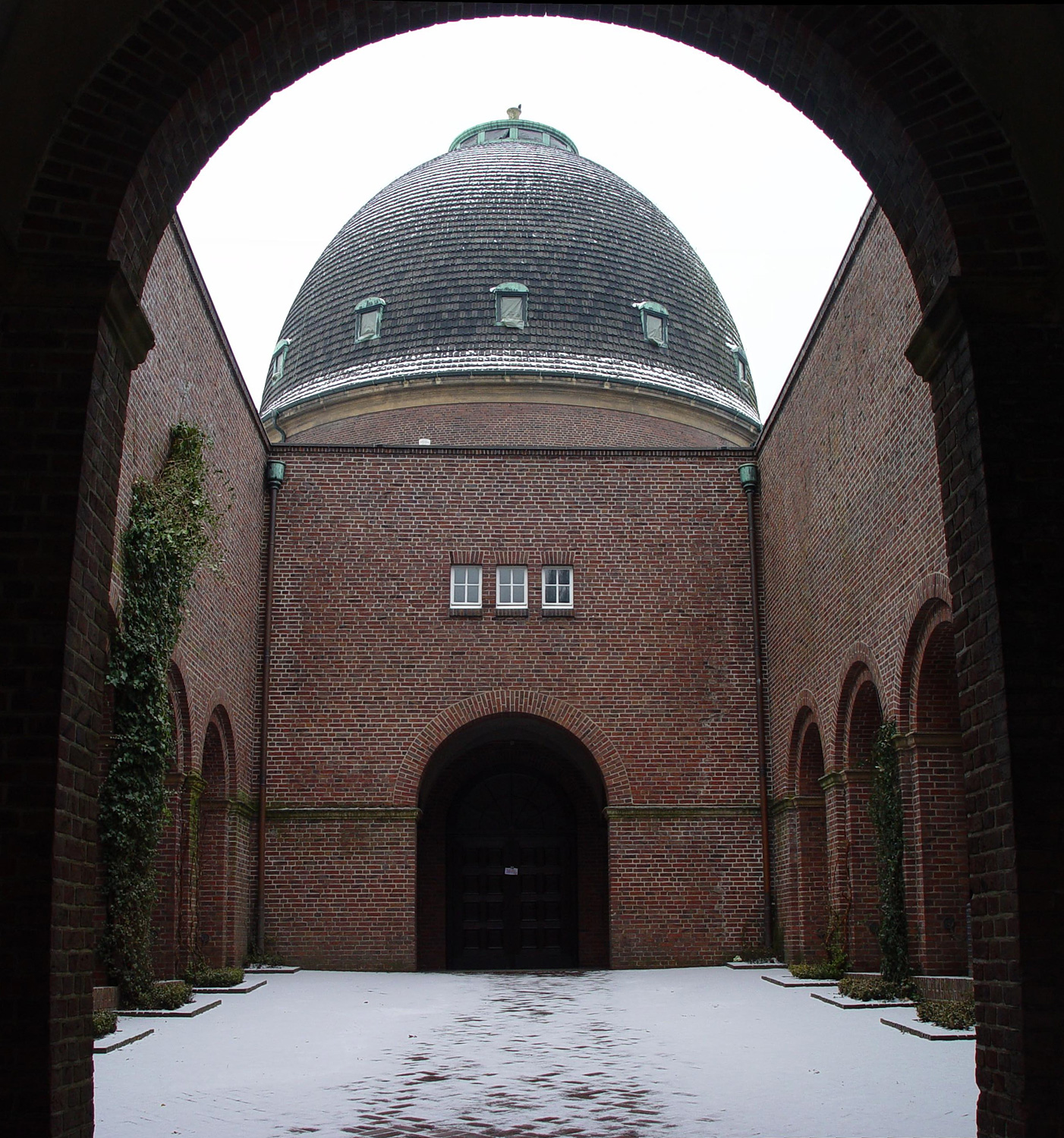
Rückseite der Kapelle (Ehrenhof)

Der Entwurf von Freye und Seeck sah eine axiale Gliederung des Friedhofsgeländes durch Baumalleen und kanalartige Wasserzüge vor. Vom Haupttor mit einem symmetrisch gestalteten Eingangsplatz bei der Osterholzer Heerstraße führt eine vierreihige Lindenallee als zentrale Achse durch den Friedhof, die nach ungefähr einem Drittel ihrer gesamten Länge leicht abgewinkelt in gerader Linie zum damaligen Nordausgang fortgeführt wurde. Im Scheitelpunkt des Winkels wird sie von einer Nebenachse geschnitten, an der die Verfasser als Steigerung und Überhöhung eine dem Pantheon  nachempfundene Kapelle mit rückwärtigem Ehrenhof und flügelartig seitlich anschließenden Wandelgängen am Ufer eines langgestreckten Wasserbassins vorsahen. Einzelne Bereiche im Nordwesten und Südosten der Anlage erhielten trotz des strengen, übergeordneten Rasters eine fast landschaftliche Ausformung. Das äußere Bild des Friedhofes fügte sich nach dieser Planung nahtlos in die ehemals ländliche Gegend ein.
Das Preisgericht bescheinigte dem Entwurf die gelungene Verschmelzung der geplanten Bauten mit der gartenkünstlerischen Anlage, die „reizvoll und eigenartig“ als in die umgebende Landschaft sich einordnende Lösung gestaltet wurde. Dieser streng architektonisch gegliederte Entwurf wurde richtungsweisend für die deutsche Friedhofsgestaltung des frühen 20. Jahrhunderts. Die Planung stellte nach dem Ohlsdorfer Friedhof in Hamburg und dem Waldfriedhof in München die Weiterentwicklung der Friedhofskunst in einer besonderen Form dar.

### Anlage und Einweihung
Nach der Auftragserteilung durch die bremische Friedhofsdeputation für den geringfügig modifizierten Entwurf begannen Freye und Seeck ab November 1910 mit der Ausarbeitung von Detailplänen und Ausführungsarbeiten für den ersten 35 ha umfassenden Bauabschnitt. Gartenarchitekt Paul Freye übernahm mit dem Baubeginn am Friedhof auch die Leitung der Arbeiten und trat in den bremischen Staatsdienst ein.
Zunächst wurden die kanalartigen Wasserläufe und Bassins angelegt, mit deren Aushub die unterschiedlich hohen Grabfelder aufgeschüttet wurden, eine Maßnahme, die wegen des hohen Grundwasserstandes erforderlich war. Nur die Wege blieben annähernd auf ursprünglichem Niveau. Alle Wasserflächen umfassen rund 8000 m² und alle Wege haben eine Länge von rund 8000 Metern.
Die Hauptallee wurde von Anfang an über den ersten Bauabschnitt hinaus in ihrer ganzen Länge gepflanzt, um einen gleichmäßigen Wuchs im Rahmen der späteren Erweiterung zu erzielen und damit eine einheitliche Gesamtwirkung des Friedhofes zu erreichen. Zur Bepflanzung wurden rund 100.000 Gehölze gesetzt, da das Gelände außer den alten Eichen des Hofes Kämena vollkommen baumlos war. Für die Neupflanzungen wählte man überwiegend einheimische Gehölze – im Gegensatz zu den bestehenden Friedhöfen am Riensberg und in Walle, wo fremdländische Nadelgehölze ein wichtiges Gestaltungsmotiv darstellten. Die über Rampen und Treppen erschlossenen Grabfelder wurden von Hecken oder anderen gleichartigen Pflanzungen umgeben und durch halbhohe Hecken in kleine Einzelräume unterteilt, die als Sonderfriedhöfe überschaubarer Größe sehr differenziert gestaltet werden konnten. Das Wasser fungierte dabei als gliederndes und gleichzeitig verbindendes Element zur umgebenden Landschaft.
Im Oktober 1916, mitten im Ersten Weltkrieg, war der erste Abschnitt der Anlage gärtnerisch weitgehend fertiggestellt. Die Arbeiten an den Hochbauten wurden bis Kriegsende fortgesetzt.

Eingeweiht wurde der Friedhof – zu dem eigens für Bestattungszüge eine Straßenbahn von der Innenstadt Bremens zum Haupttor eingerichtete wurde – am 22. Mai 1920.
28 Mitarbeiter von Stadtgrün Bremen pflegen und verwalten den Friedhof und beseitigen 2500 m³ Grünabfälle (2024).

## Hauptkapelle

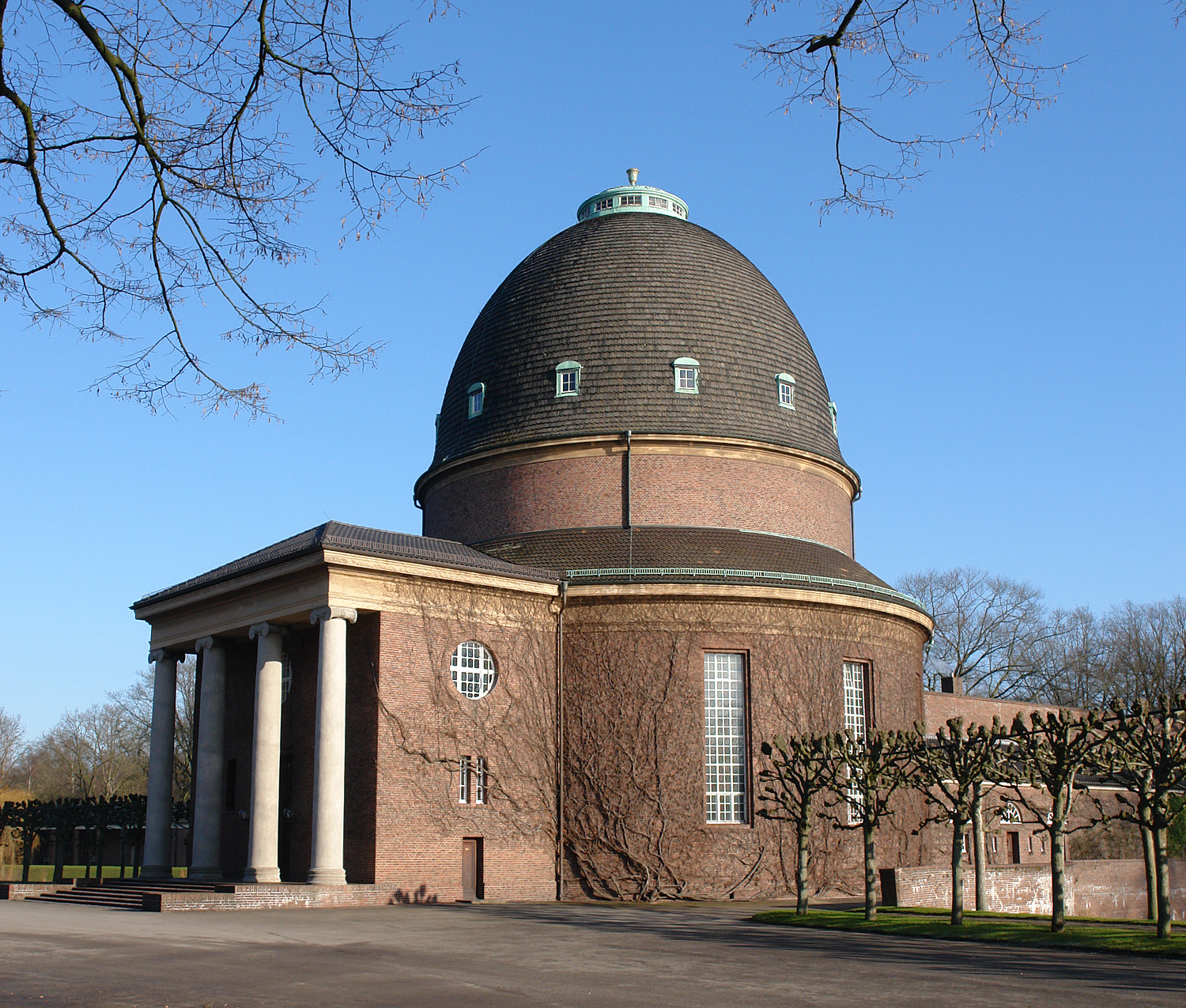
Hauptkapelle

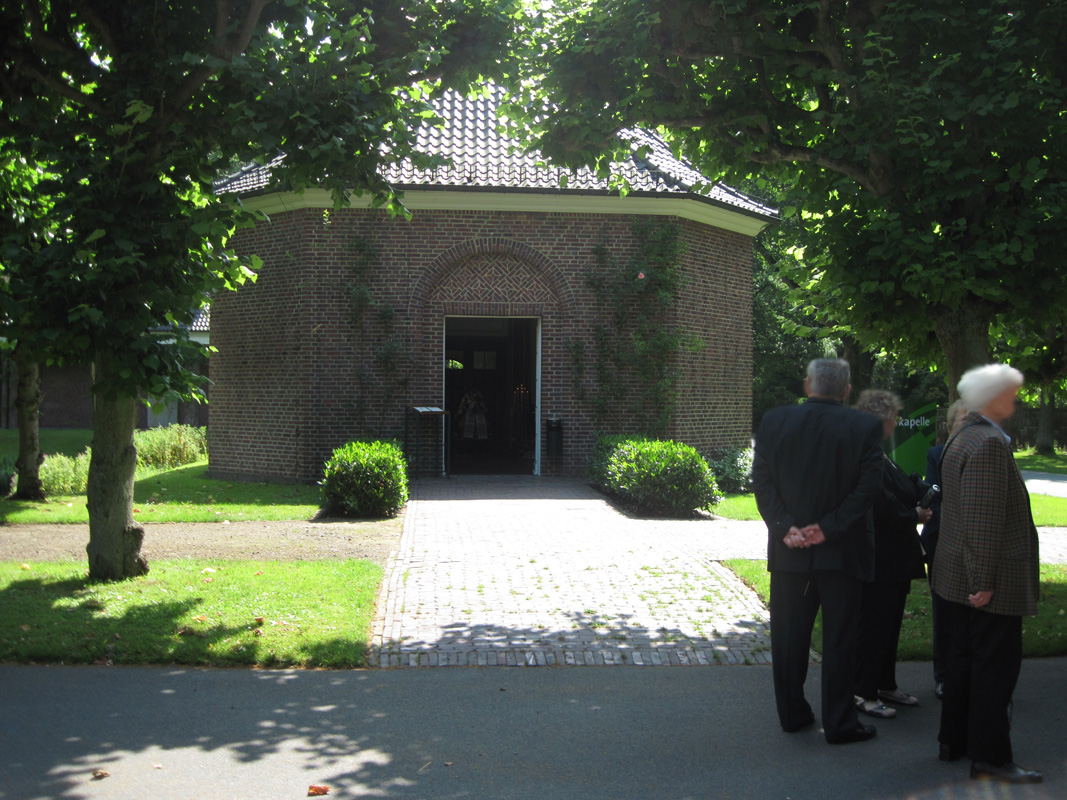
Eingang zur Südkapelle

Den Mittelpunkt des Friedhofs bildet die von dem Architekten Franz Seeck stammende Kapelle. Sie liegt im Kreuzungspunkt der breiten, vom Haupteingang kommenden Lindenallee und der im Westen mit der Toranlage des Architekten Carl Eeg beginnenden Querallee aus Pyramideneichen.
Das große 36 Meter hohe Klinkerbauwerk mit der kuppelüberwölbten Rotunde hat einen nach Westen vorgelegten Portikus mit ionischen Säulen. Die überhöhte äußere Kuppelschale mit parabelförmigem Querschnitt wird mit einer flachen, mit Kupferblech verkleideten Laterne abgeschlossen. Der längliche Innenhof auf der Rückseite des Bauwerks wird von flügelartigen Wandelgängen flankiert, die ein langgestrecktes Wasserbecken umschließen. Die ursprünglich als offene Pergolen geplanten Wandelgänge wurden als gemauerte Kolumbarien für die Beisetzung von Urnen ausgeführt (192 Urnenfächer).
Der runde Hauptraum der Kapelle wurde 1920 nach Entwürfen des Berliner Malers Max Kutschmann ausgemalt. Eine die Architekturteile rahmende aufwändige Schablonenmalerei und freihändig aufgetragene Partien mit figürlichen Verzierungen wurden in Leimfarben- bzw. Öltempera-Malerei mit hell apfelgrüner Grundfarbigkeit ausgeführt, dazu gehören illusionistisch gemalte, schlanke, graue Wandsäulen.
Den Innenraum prägen zwölf freistehende dorische Säulen in hellem Ocker-Ton mit ornamentierten Kapitellen, das mit Friesen und Bändern reich gegliederte Gebälk und die schwarzgraue Kuppel mit ursprünglich plastisch aufstuckierten vergoldeten Sternen.
Die Buntglasfenster in Schwarzlotmalerei wurden nach Kutschmanns Entwurf von dem Bremer Glasmaler Georg Karl Rohde (1874–1959) ausgeführt, der auch Glasfenster für den Ratskeller und den Dom sowie für die Kirche der Egestorff-Stiftung fertigte.
Nord- und Südkapelle
Die von der Hauptkapelle abgehenden Flügelgänge werden durch die Nord- und Südkapelle abgeschlossen. Sie sind als kleine, achteckige Andachtsräume in beachtlicher Schlichtheit ausgeführt. Sie fassen bei enger Bestuhlung maximal 50 Personen.

### Restaurierung

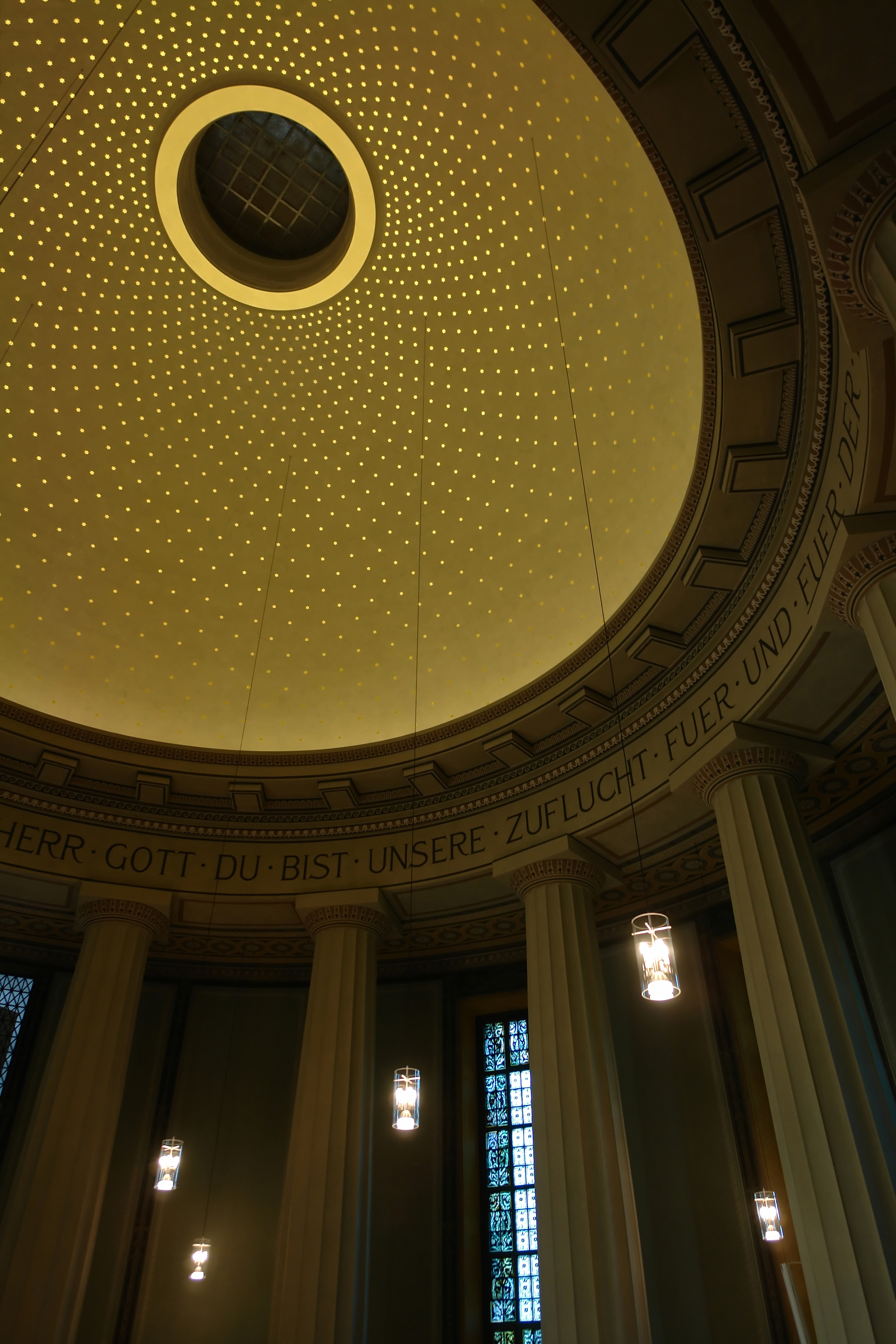
Kuppelsaal

Im Jahr 2003 begann Stadtgrün Bremen und das Landesamt für Denkmalpflege Bremen mit den Sanierungsarbeiten an der Osterholzer Kapelle, bei der nach Möglichkeit der alte Eindruck zurückgewonnen werden sollte. Unter den unansehnlich gewordenen Akustik-Wandverkleidungen der 1950er Jahre, die ohne Rücksicht auf die Originalmalereien mit rostenden Stahlnägeln auf einem Lattengerüst angebracht worden waren, fanden die Restauratoren die gut erhaltenen Original-Wandmalereien der 1920er Jahre.
Zur Wiederherstellung der ursprünglichen Dekoration der Kuppel mussten die nachträglich aus Gründen der Schallbrechung in den 1970er Jahren aufgebrachten plastischen Strahlen entfernt werden, die sich vom Auge der Kuppel radial zu ihrem Fuß erstreckten und die ursprüngliche Gestaltungsidee missachteten. Die plastisch aufstuckierten Sterne der Kuppel waren in früherer Zeit allesamt abgeschlagen und planiert worden, so dass sich zwar ihre Verortung und Größe, aber nicht ihre ursprüngliche Ausformung präzise feststellen ließ. Sie wurden daher durch 1960 flach aufgebrachten großartigen Blattgoldsternhimmel ersetzt.
Die Farbfassung des Inneren mit ihren ornamentierten Kapitellen, das mit Friesen und Bändern reich gegliederte Gebälk und die schwarzgraue Kuppel mit vergoldeten Sternen, ließ sich 2004 durch ausführliche restauratorische Untersuchungen im Rahmen einer Musterachse so weit rekonstruieren, dass eine Neufassung dieser durch Farbabwaschungen, Neuverputzungen und Dispersionsfarben-Übermalungen gekennzeichneten Partien nach Befund gewagt werden konnte.
Im Fortgang der Restaurierungsarbeiten stellte sich durch unerwartete Funde heraus, dass auch die Malereien der Ringhallendecke zwischen Säulenstellung und Wand wider Erwarten rekonstruierbar waren, wenn auch lediglich in einer offenbar versuchsweise angebrachten Erstfassung, die später, wie ein schummeriges kleines bauzeitliches Foto erahnen lässt, durch eine geringfügig abweichende Endfassung ersetzt worden war, die sich nicht mehr präzise genug ermitteln ließ.
Bei der deutlich geschädigten, übermalten Dekoration des Aussegnungsportals lohnte sich eine – allerdings stark ergänzungs- und retuschierungsbedürftige – Freilegung der Originalfassung, bei der auch Spuren einer offenkundig während der Ausführung verworfenen Alternativfassung zutage traten. Alle rekonstruierten Neufassungen wurden in Mineralfarbentechnik mit Quarzsandanteil ausgeführt. Die Farbgebung der neugefassten Wandflächenanteile musste dabei, um ein „Auseinanderrestaurieren“ zu vermeiden, dem Alterston der Originalmalereien angepasst werden, so dass der apfelgrüne Farbton heute weniger hell und kräftig erscheint, als dies wohl 1920 der Fall war.

### Weitere Maßnahmen
Neben den Restaurierungsarbeiten an der Farbfassung wurden diverse weitere wichtige Maßnahmen durchgeführt, die der Wiederherstellung des Raumes, seiner langfristigen Erhaltung und seiner angemessenen Nutzbarkeit dienten.
Die durch Vandalismus beschädigten Buntglasscheiben wurden von einem Kunstglasereibetrieb in originaler Technik ergänzt und erhielten eine Schutzverglasung. Der gut erhaltene Terrazzoboden wurde gereinigt und ausgebessert, wobei auf ein nivellierendes und substanzreduzierendes Abschleifen bewusst verzichtet wurde.
Der Raum erhielt eine akustisch optimierte neue Beschallungsanlage zum Ausgleich der sehr langen Nachhallzeit, die in den 1950er Jahren zu den radikalen Akustikeinbauten geführt hatte. Die Rednerkanzel aus der Erbauungszeit wurde instand gesetzt. Das in den 1950er Jahren installierte große Hängekreuz, das den Raumeindruck störte und das wiederhergestellte Aussegnungsportal überdeckte, wurde in ein transportables Standkreuz umgearbeitet. Verbessert wurde auch die Heizungsanlage sowie die Wärmedämmung der Kuppel. Ein neues Beleuchtungskonzept ermöglicht eine gleichmäßige Aufhellung des zuvor schlecht ausgeleuchteten Kapellenraumes. In der Vorhalle der Kapelle ließen die Befunde keine Rekonstruktion einer ebenfalls zu vermutenden bauzeitlichen Dekorationsmalerei zu. Es wurde daher lediglich die Grundfarbigkeit wiederhergestellt. Ein dort befindliches großes Wandgemälde der 1950er Jahre im kubistischen Stil mit dem Thema „Auferstehung“ wurde als spätere künstlerische Zutat respektiert und vorsichtig restauratorisch behandelt.

### Finanzierung
Dank eines namhaften, vom Landesamt für Denkmalpflege Bremen vermittelten Zuschusses der Stiftung Wohnliche Stadt, großzügiger Spenden des Bürgerparkvereins (aus dem Erlös der Bürgerparktombola), der Waldemar-Koch-Stiftung und der Karin und Uwe Hollweg Stiftung sowie weiterer Spenden infolge des mit Hilfe der Bremer Medien von Stadtgrün initiierten Spendenaufrufs konnten die Arbeiten vollendet werden.

## Ehrenanlagen und besondere Gräberfelder

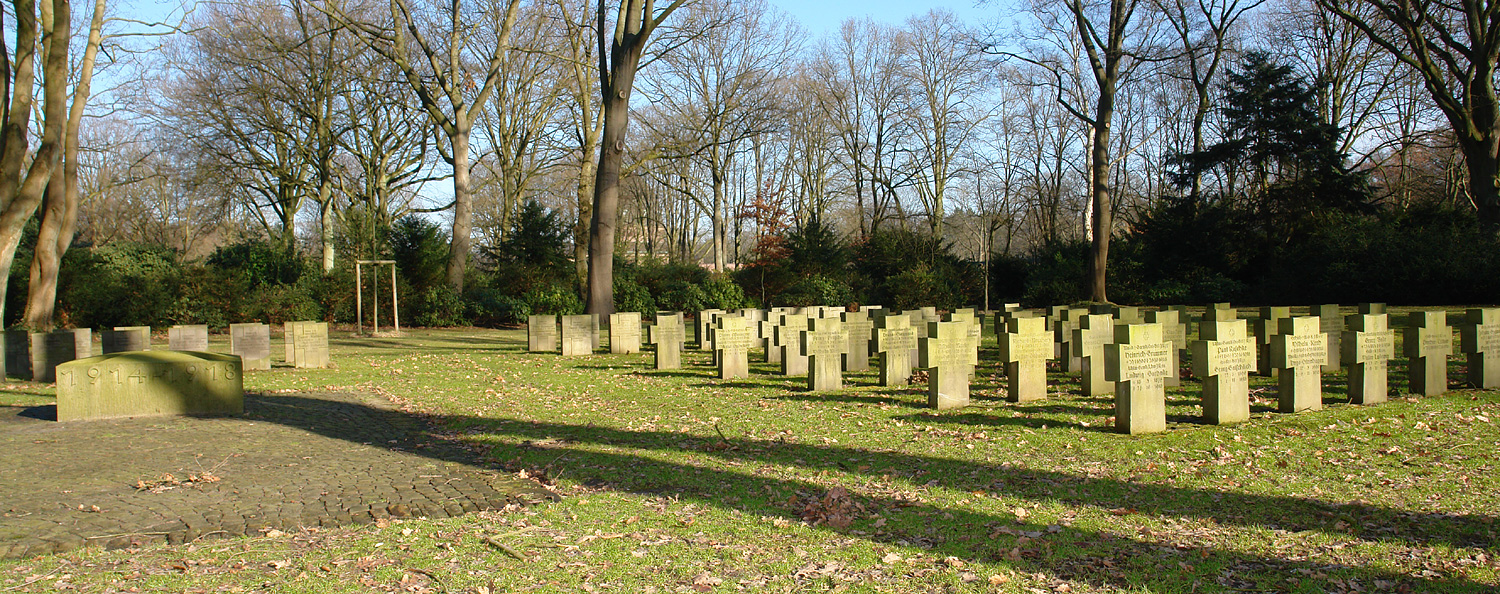
Ehrenanlage: Deutsche Soldaten 1914–1918

Der Friedhof Osterholz wurde zum Sammlungsort von Kriegstoten, die hier ewiges Ruherecht erhielten. Fünf Ehrenfelder für die Toten des Zweiten Weltkriegs wurden in das Raster des alten Friedhofsteils integriert. Neben einer bereits 1944 begonnenen Anlage für Bombenopfer wurden zwischen 1947 und 1969 nach Plänen von Gartenbaudirektor Erich Ahlers weitere Ehrenanlagen für Soldaten, ehemalige Häftlinge in Konzentrationslagern und andere Opfer des Krieges eingerichtet. 6192 Kriegstote wurden auf den o.a. Feldern begraben; weitere in privaten Grabstätten.

### Ehrenanlage für KZ-Opfer und für Deutsche Soldaten

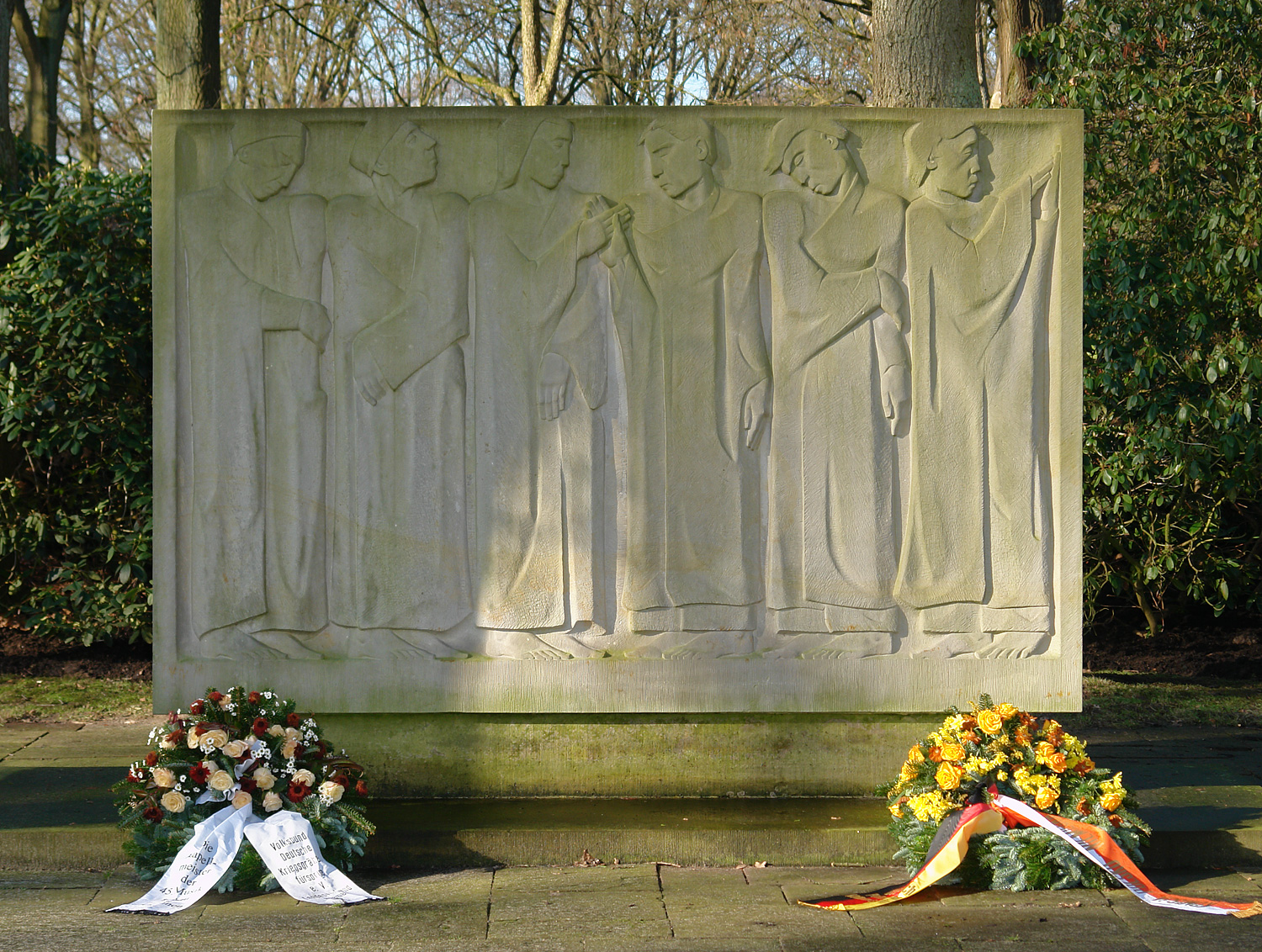
Ehrenanlage „Gemeinschaft in Leben und Tod“, gestaltet von Paul Halbhuber

Zwischen Haupteingang und Kapelle liegt westlich auf dem Kriegsgräberfeld K die Ehrenanlage für KZ-Opfer und Deutsche Soldaten des Zweiten Weltkrieges. Auf der terrassenförmigen Anlage steht ein Sandsteinblock mit sechs weiblichen Figuren im Halbrelief, die Gemeinschaft in Leben und Tod symbolisierend – eine Arbeit des Bildhauers Paul Halbhuber von 1951. Hier sind die Kriegstoten beider Weltkriege und verschiedene Opfergruppen begraben, darunter 143 deutsche und russische Soldaten aus dem Ersten Weltkrieg, 21 Marinesoldaten vom 1968 geborgenen U-Boot U 51 des Ersten Weltkrieges, 653 deutsche Soldaten aus dem Zweiten Weltkrieg und auf dem KZ-Opfer-Hügel ein Massengrab von 1350 Bremer KZ- und Arbeitslageropfern.

### Ehrenanlage für Bombenopfer

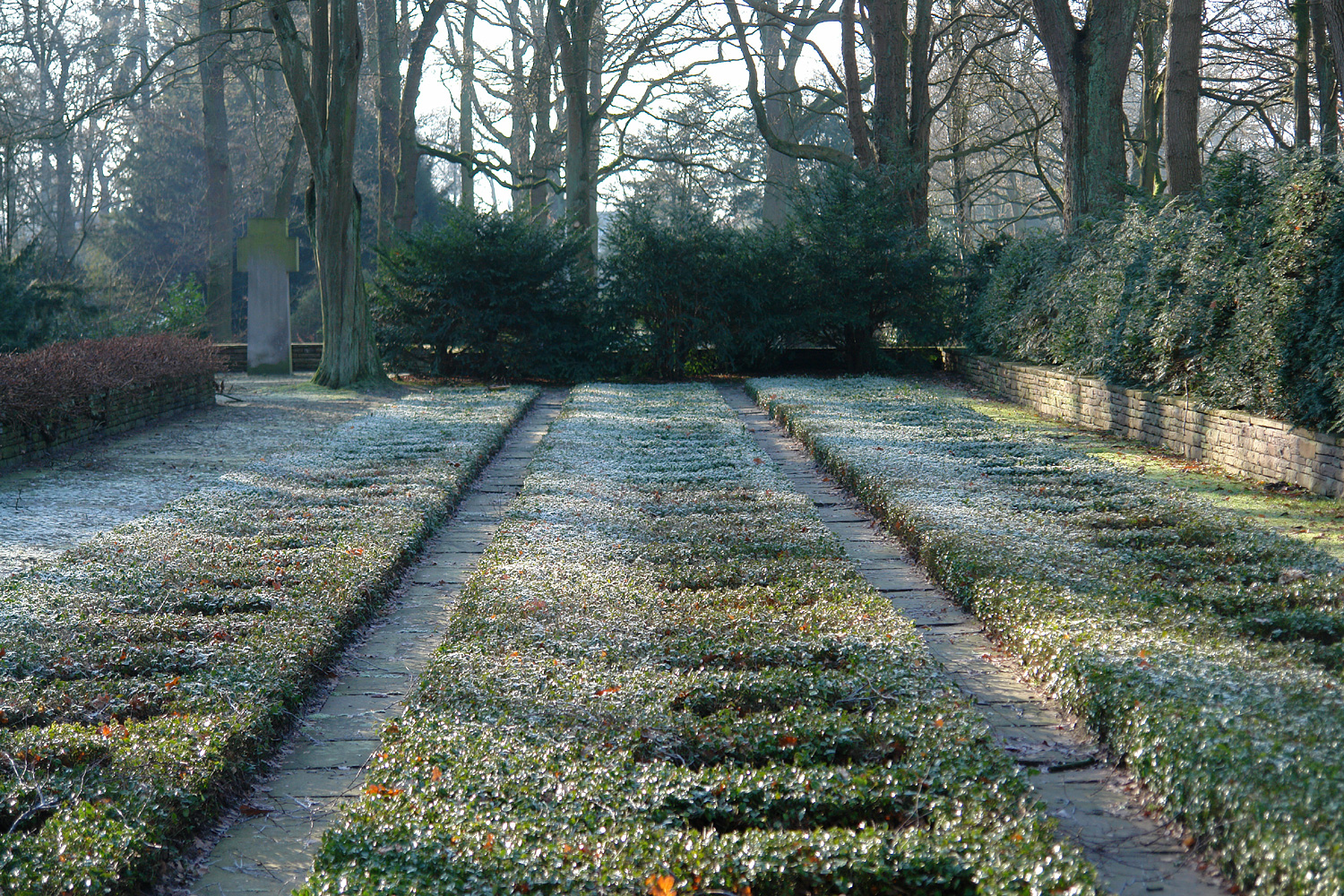
Ehrenanlage für Bombenopfer

Die Ehrenanlage für Bombenopfer am Kriegsgräberfeld Q im südöstlichen Bereich des Friedhofes, an deren Eingang ein massives Sandsteinkreuz steht, wird von einer niedrigen Werksteinmauer umgeben. Mehr als 1700 Tote von 1940 bis 1945, viele nicht identifiziert, liegen hier; die meisten aus dem schweren Luftangriff auf Bremen vom 18./19. August 1944. Bei dem „Feuersturm“ im Bremer Westen kamen über 1000 Menschen ums Leben und mehr als 50.000 Einwohner verloren ihr Zuhause.

### Ehrenanlage für Vertriebene
Unweit nördlich davon zwischen den Kriegsgräberfeldern O und P befindet sich seit 1952 die Ehrenanlage für Vertriebene, in deren mauerumschlossenem Hof ein großes hölzernes Hochkreuz in einem Kreis wappengeschmückter Stelen steht. Gedacht wird an die Toten der in Bremen ansässigen Flüchtlinge und Vertriebenen, das waren 1956 rund 120.000, aus den ehemaligen deutschen Ostprovinzen und Siedlungsgebieten in Osteuropa sowie aus Übersee.

### Ehrenfeld für die niederländischen Kriegsopfer

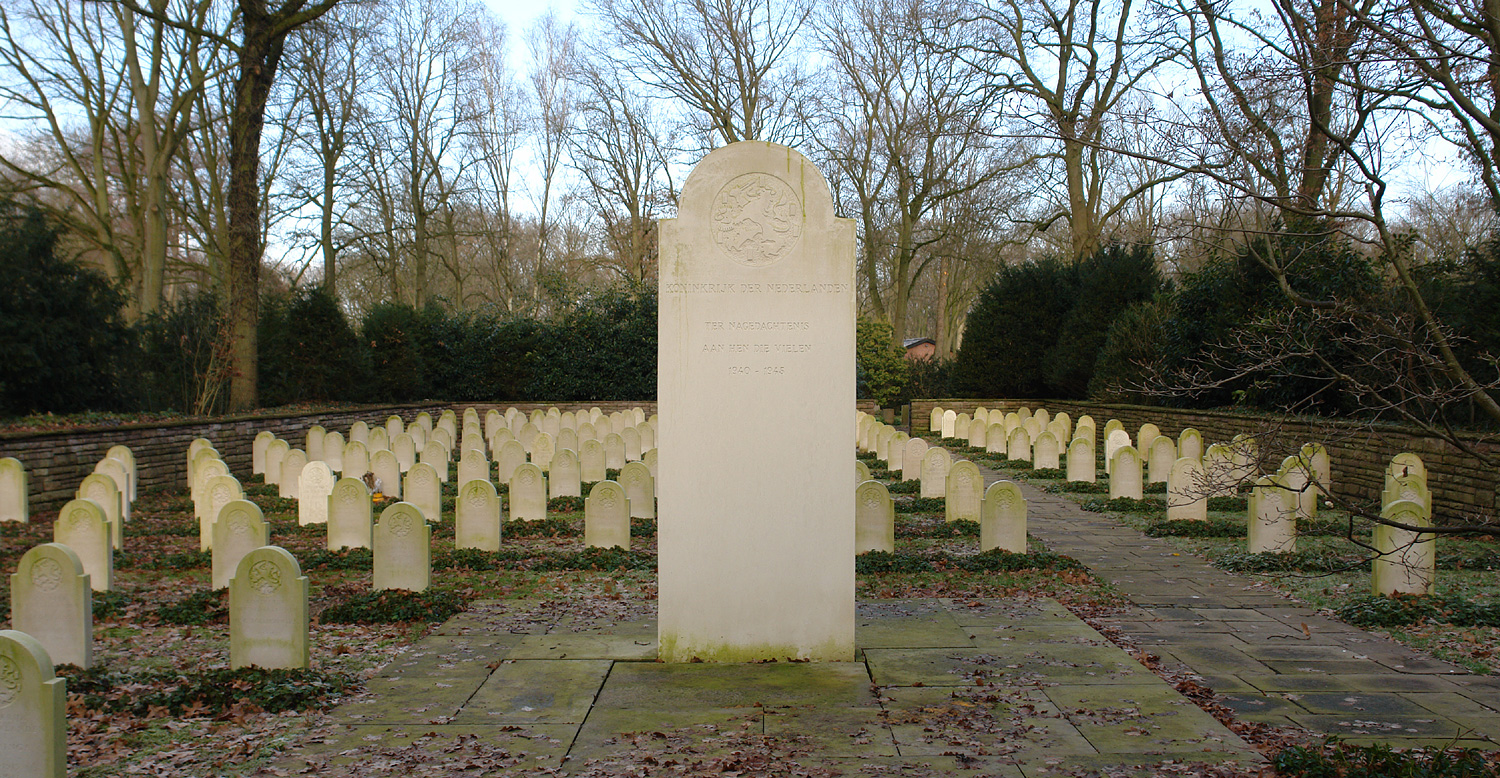
Ehrenfeld niederländischer Kriegsopfer

Nahe dem Westeingang befinden sich, neben einer Steinpforte mit der Jahreszahl 1951, zwei Anlagen. Das Gräberfeld N ist das Ehrenfeld für  niederländische Kriegsopfer mit 169 Gräbern und den Namen von 63 weiteren Kriegsopfern.

Es wurde 1963 auf Initiative und in Zusammenarbeit mit der Stiftung Niederländische Kriegsgräberfürsorge errichtet.

### Ehrenanlage für ausländische Kriegsopfer

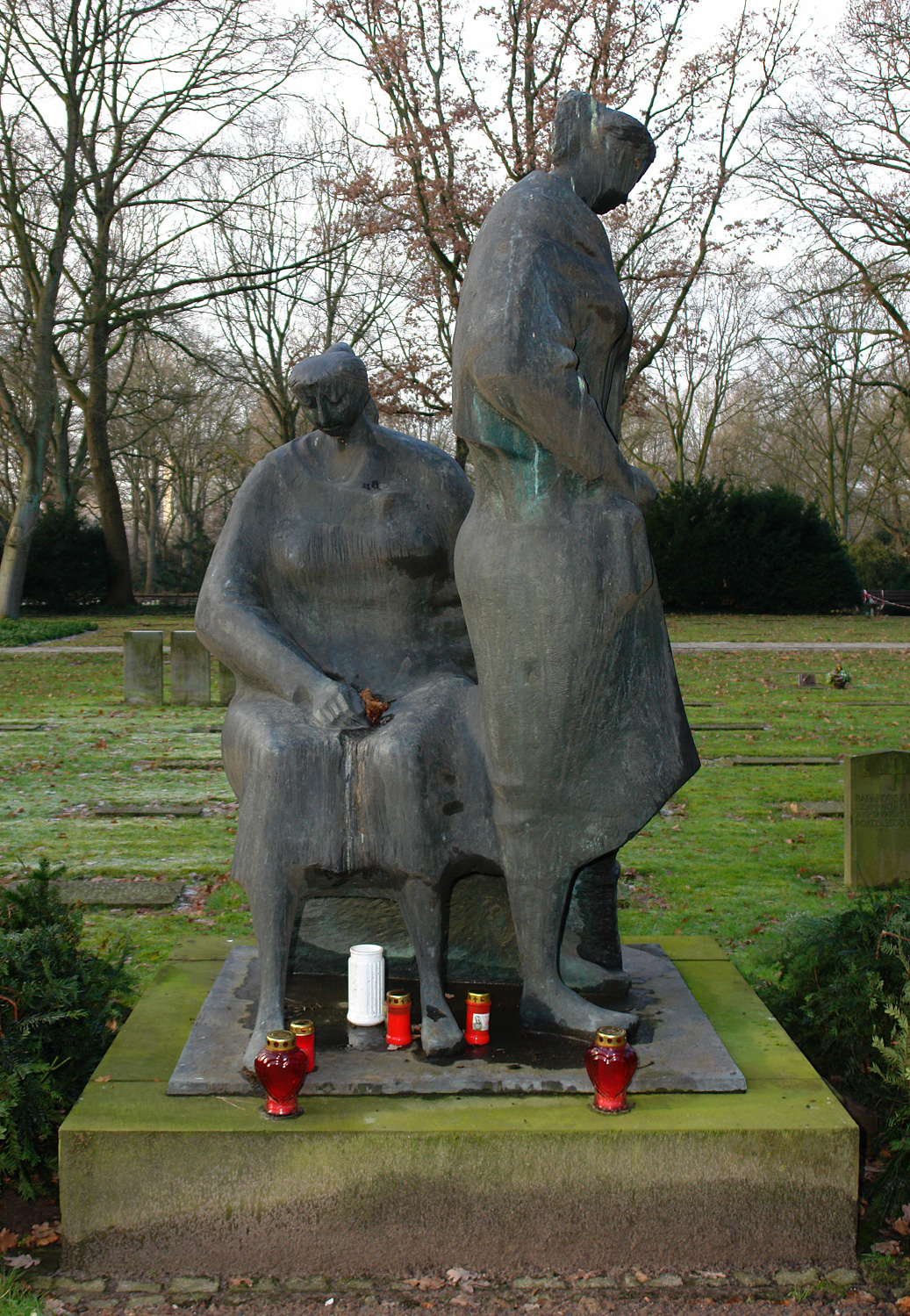
„Zwei trauernde Frauen“ von Gerhard Schreiter

In unmittelbarer Nachbarschaft Richtung Kapelle auf dem Kriegsgräberfeld NN liegt die Ehrenanlage für ausländische Kriegsopfer des Zweiten Weltkrieges, auf der „Zwei trauernde Frauen“ – eine Bronzeplastik des Bildhauers Gerhart Schreiter – die 2136 Opfer unter den rund 70.000 Zwangsarbeitenden und Kriegsgefangenen beklagen.
Im Gräberfeld für 1300 namentlich bekannte Zwangsarbeiter liegen „Fremdarbeiter“ und Kriegsgefangene, die durch Arbeit in Rüstungsbetrieben und Verteidigungsanlagen und durch mangelhafte Ernährung „vernichtet“ wurden. Im Massengrab nebenan liegen die Überreste von rund 800 Unbekannten, die hierher Anfang der 1950er Jahre umgebettet werden.

### Gräberfeld von im Lazarett verstorbenen
Im Gräberfeld K befinden sich 143 deutsche und russische Soldaten des Ersten Weltkrieges, die im Lazarett in Bremen starben. Sie sind neben- und miteinander (!-) bestattet worden mit detaillierten Angaben auf jedem Grabstein, was heute unüblich ist.

### Denkmal 1870/71 und weitere historische Grabmale
Auf dem Gräberfeld T, an den Eingängen Ludwig-Roselius-Allee und Steinmetzenweg sowie über den Friedhof verteilt befinden sich Grabmonumente unterschiedlicher Art vom ehemaligen Herdentorsfriedhof (An der Weide beim Antikolonialdenkmal) und vom Doventorsfriedhof (beide 1875 geschlossen).

Das Denkmal von 1873 für 47 in Bremen im Lazarett gestorbenen deutsche Soldaten des Deutsch-Französischen Krieges von 1870/71 wurde hier 2017 wiederentdeckt und sichtbar gemacht. Es besteht aus dem quadratischen Obelisk aus Obernkirchener Sandstein mit dem Eisernen Kreuz und einem verzierten Sockel. Das sehenswerte Pendant dazu ist das Grabmal für sechs in Bremen gestorbene französische Soldaten auf dem Buntentorsfriedhof.
In der Nähe steht die klassizistische Brunnenschale auf vier Schildkröten, entworfen 1863 vom Bildhauer Diedrich Kropp. Sie besteht unvollständig aus dem Brunnenstock mit der Figur eines schlafenden Fischerknaben. Ein gleiches aber vollständiges Kunstwerk steht im Wätjens Park in Blumenthal.

## Friedhof als Park
Nachdem bereits während des letzten Krieges eine dringende Erweiterung des Friedhofes erkannt und vorbereitet wurde, begann 1948 der neue Gartenbaudirektor Erich Ahlers unter Mitwirkung seines Vorgängers Paul Freye mit der Anlage des zweiten, etwa 30 ha großen Abschnittes hinter der breiten Querachse – der Friedhof erreichte damit seine anfangs projektierte Größe. Dabei wurde von der ursprünglichen geometrischen Durchformung des Geländes abgewichen und die alleeförmige Hauptachse nicht weitergeführt. Die Hauptallee erhielt ihren Endpunkt an einem rechteckigen Teich (Kremasee), wo damals ein Krematorium vorgesehen wurde. Ein breiter Querkanal wurde in Höhe der ursprünglichen Hauptquerwegachse angelegt, der die den Friedhof umgebenden Wasserzüge verbindet, die jetzt landschaftlich ausgeformt und mit teichartigen Aufweitungen gestaltet wurden. Zur Umrandung der neu angelegten Belegungsflächen wurden 120.000 Gehölze gepflanzt. Auf die charakteristischen Einfassungen der Grabfelder mit Hecken und Beetpflanzungen wurde im Erweiterungsteil aus Gründen der Pflegereduzierung verzichtet. Bis zu ihrer Belegung wurden die neuen Gräberfelder in der Mangelzeit in und nach dem Kriege landwirtschaftlich genutzt. Zur Befestigung der Straßen und Wege verwandte man große Mengen an Trümmerschutt.
Weitere Flächen bis an die Ludwig-Roselius-Allee konnten im Dezember 1967 erworben werden und ermöglichten dort einen Nordeingang. Angelegt wurde der Bereich ab 1972 im eher landschaftlich wirkenden Stil, einschließlich einer seeartigen Ausweitung des Randgewässers.
Die Hauptwege verlaufen parallel und rechtwinklig zu der breiten am Haupteingang beginnenden Lindenallee und den äußeren Grenzen des ältesten Friedhofsteiles und werden zur besseren Orientierung der Besucher von Alleen in verschiedenen Baumarten begleitet. Es gibt Alleen aus Ahornen, Baum-Haseln, Birken, Eichen, Platanen, Pyramiden-Eichen Götterbäumen und Tulpenbäumen. Durch zwei Kanäle an den Queralleen wird dieser Bereich des Friedhofs in drei annähernd gleich große Teile gegliedert. Von diesem übergeordneten Alleesystem ausgenommen bleibt nur der südöstlichste Teil der Anlage.

### Grabmale und Grabstätten

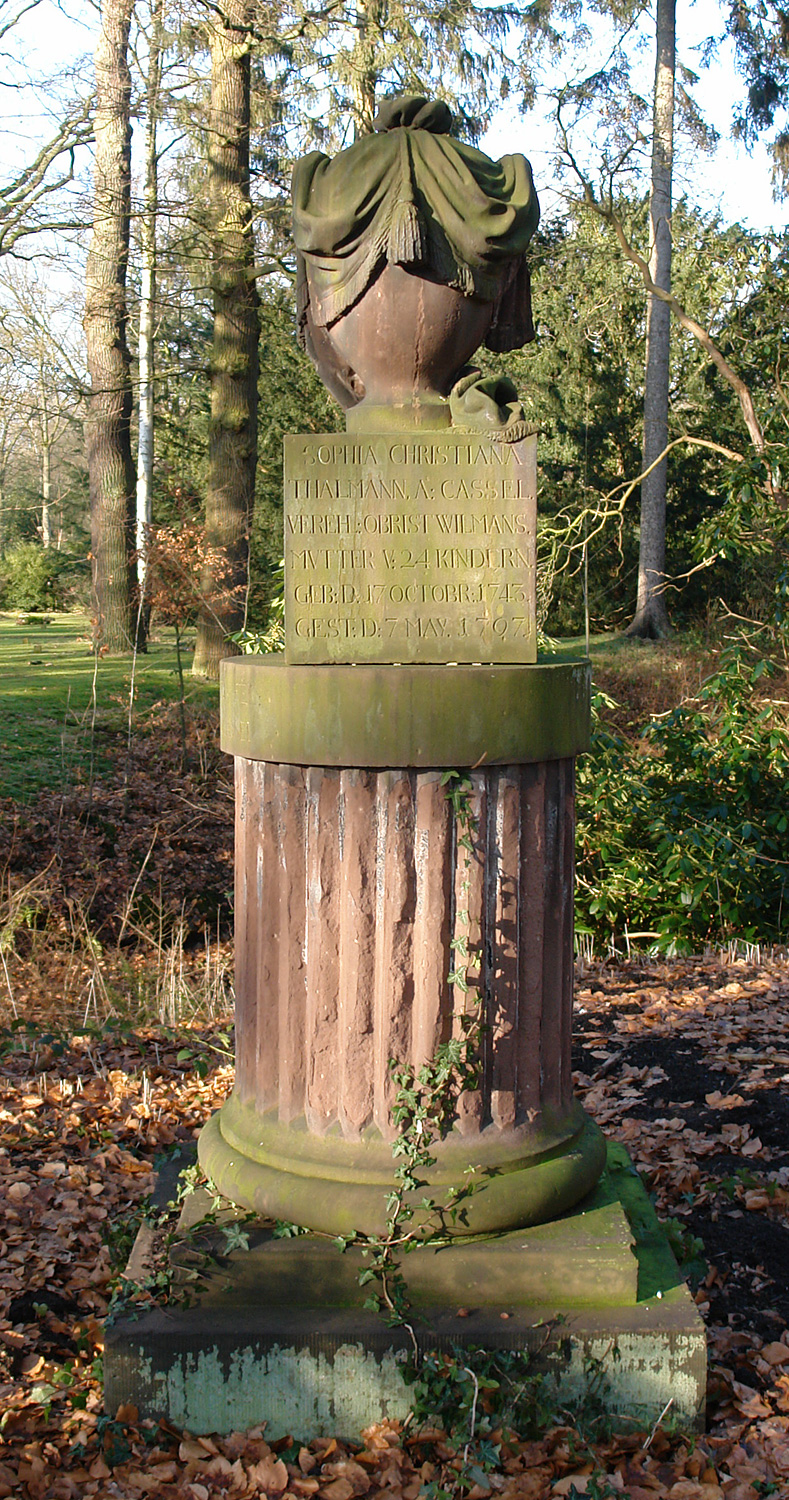
Grabmal von 1797

1917 mussten bei der endgültigen Aufhebung der alten Friedhöfe am Doventor wertvolle historische Grabmale weichen. Sie wurden – zusammen mit anderen Steinen des 1903 geschlossenen Herdentorsfriedhofes – im Eichen- und Buchenhain und in der Wandelhalle der Kapelle neu aufgestellt. Einer dieser Grabsteine von den aufgehobenen Friedhöfen ist der des Arztes und Naturforschers Gottfried Reinhold Treviranus (1776–1837). Vom Grabmal des Friedrich Delius (ehemals Doventorsfriedhof) stammt das Postament und die geflügelte Knabengestalt (Genius) von der Hand des Bremer Bildhauers Carl Steinhäuser, dat. Rom 1839.
Beerdigt wurden auf dem Friedhof folgende bekannte Personen. Viele Gräber oder Grabmale sind noch vorhanden:
- Wilhelm Berger (1850–1920), Dachdecker, erste Beerdigung, da er beim Bau vom Dach der Kapelle stürzte und tödlich verunglückte; Feld F
- Christine Bernbacher (1930–2013), Politikerin (Grüne)
- Carl F. W. Borgward (1890–1963), Konstrukteur und Autofabrikant; schlichter, größerer Grabstein zwischen Feld L und M am Ende des Weges von der Südkapelle
- Hermann Böse (1870–1943), Musiklehrer, Chorgründer und -leiter sowie Widerstandskämpfer; keine Gedenkstelle
- Georg Droste (1866–1935), Schriftsteller und Lyriker; Lage: Feld R, nahe dem Weg zwischen Feld R und S
- Richard Duckwitz (1886–1972), Senator und Bürgermeister; Lage: Feld G, Nähe zum Hauptweg Richtung Nordkapelle
- Paul Freye (1869–1958), Gartenarchitekt und Gartenbaudirektor; Lage: Feld B, nahe dem Weg zwischen Feld B und A
- Kurt von Goessel (1852–1895), Kapitän des Schnelldampfers Elbe des Norddeutschen Lloyd; (Familiengrabstein, er selber ging mit dem Schiff unter)
- Ada Halenza (1900–1990), Pseudonym für Magda Koch-Riehl, Schriftstellerin
- Paul Halbhuber (1909–1995), Bildhauer, mit Werken auch auf dem Friedhof
- Willy Hundertmark (1907–2002), KPD-Funktionär und Widerstandskämpfer gegen den Nationalsozialismus
- Karl-Heinz Jantzen (1921–2007), Politiker (SPD) und Senator
- Dieter Klink (1930–2004), Präsident der Bremischen Bürgerschaft
- Alexander Lifschütz (1890–1969), Senator und Präsident des Staatsgerichtshofes; Lage: etwa mittig auf Feld F
- Käthe Popall (1907–1984), Mitglied der Bremischen Bürgerschaft vor 1933 (KPD) inhaftiert bis 1945, erste Frau im Bremer Senat; die Sandstein-Namensplatte in der Urnennische 104 wurde 2021 wieder hergestellt
- Robert Rickmers (1864–1948), Kaufmann und Industrieller; Lage: ein auffälliges Grabmal (trauernde stehende Frau) auf Feld E an der Ecke zur Nordkapelle
- Curt von Schwanenflügel (1879–1946), Offizier im Ersten Weltkrieg, dabei erblindet, Nazi-kritischer Pastor, verlor drei Söhne im Zweiten Weltkrieg; Feld H
- Gottfried Reinhold Treviranus (1776–1837), Arzt und Naturforscher, nur das Grabmal in Feld T
- Karl Wilmanns (1873–1945), Psychiater
- Georg Wulf (1895–1927), Ingenieur und Flugpionier bei Focke-Wulf Flugzeugbau AG; Lage: Feld E, ein schlichter, größerer Grabstein, Nähe der Brücke zur Nordkapelle
- Adolf Ziegler (* 1892; † 1959), Maler und Präsident der NS-Reichskammer der bildenden Künste

## Denkmale
In Liste der Kulturdenkmäler in Osterholz:
- Osterholzer Friedhof als Gartenanlage[14]
- Friedhofskapelle[15]
- Sieben Grabmale der kriegszerstörten Ansgariikirche im Rasen vor der Kapelle[16]
- Grabmale vom Doventorsfriedhof[17]
- Grabmale vom Herdentorsfriedhof[11]
- Ehrenanlage für KZ-Opfer und deutsche Soldaten (Feld K)[18]
- Ehrenmal für ausländische Kriegstote (Feld N)[19]
- Skulptur Trauernde Frauen[20]